# Музей Рёмера и Пелицеуса
Музей Рёмера и Пелицеуса (нем. Roemer- und Pelizaeus-Museum) — немецкий музей, известный своей обширной коллекцией искусства Древнего Египта в Хильдесхайме, второй по значимости после берлинского. Музей назван в честь политика Германа Рёмера и коллекционера древностей Вильгельма Пелицеуса. Также в экспозиции музея представлена коллекция предметов культуры Древнего Перу, вторая по величине в Европе коллекция китайского фарфора и более 300 000 экспонатов естественной истории.

## История создания
В 1844 году с подачи местного юриста, сенатора и геолога Германа Рёмера (1816—1894) основан «Музей Рёмера». Первые выставочные площадки развернули в зданиях францисканской церкви Св. Мартина (сегодня часть музея) и в Вайсенхаусе. Уроженец Хильдесхайма — предприниматель, коллекционер, консул в Египте Вильгельм Пелицеус (1851—1930) передал в дар городу свою египетскую коллекцию, и «Музей Пелицеуса» открылся 29 июля 1911 года.
В начале XX века объединённый музей со всеми коллекциями перешёл в дар городу.
В 1998—2000 годах по инициативе общественных объединений было возведено новое здание музея, который вышел из прямого подчинения городскому совету, но продолжает получать государственное финансирование. Новое здание музея стоит на месте прежнего, а некоторые египетские экспонаты на время строительства были временно переданы на специальные выставки музеям Америки и Азии.

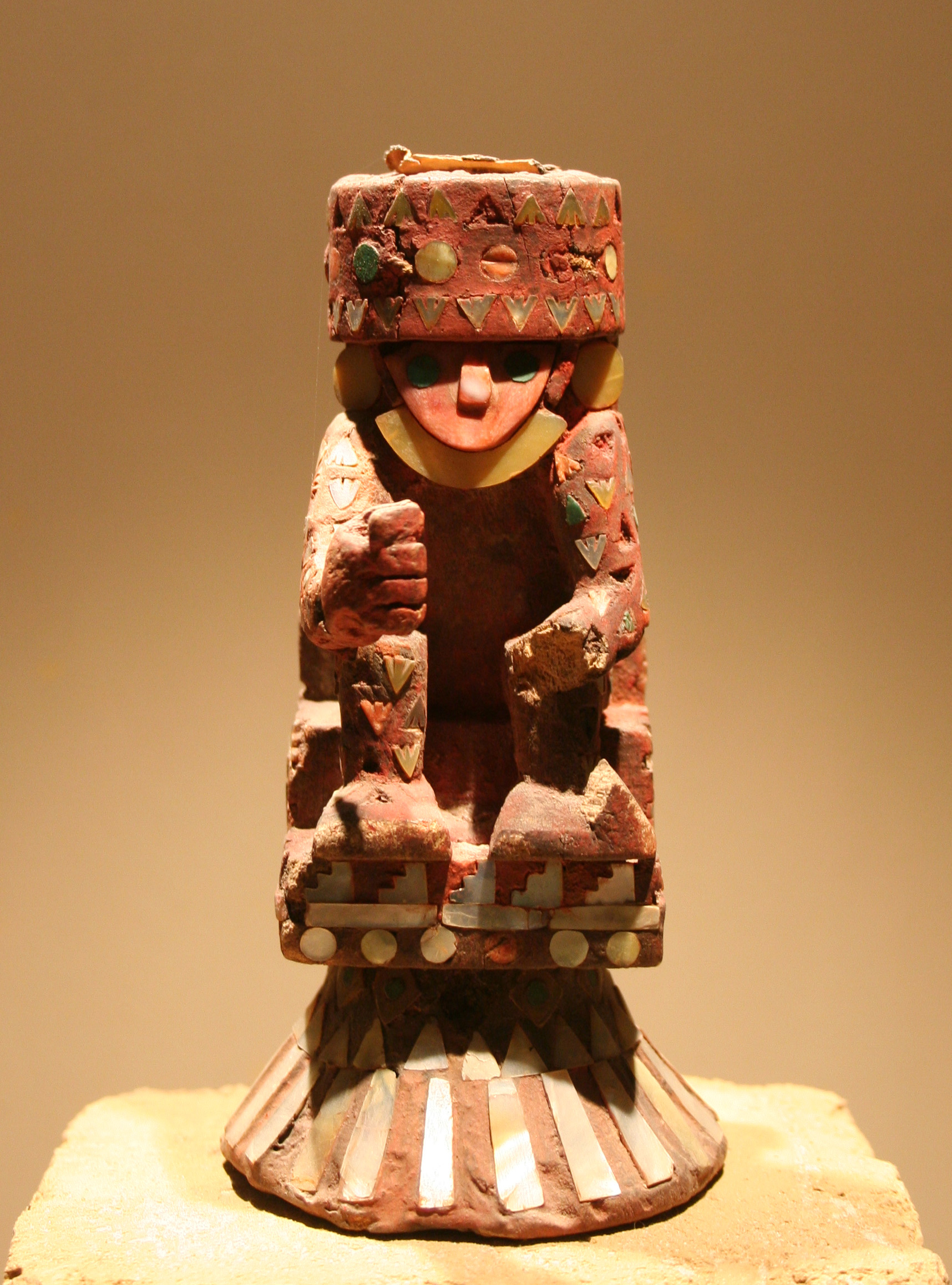
Рукоятка копья из дерева 12 × 6 см. Культура чиму (ок. 1200—1470 годы н. э.

## Коллекции
Сегодня объединённый музей хранит коллекцию более 9000 древнеегипетских экспонатов — от додинастических до эллинистичекого и христианского эпох. Почётное место в коллекции отводится собранию погребальных предметов усыпальниц плато Гиза эпохи Древнего царства (ок. 2707—2170 до н. э.).
В первой трети XIX века музей заказал изготовить недостающие или повреждённые части предметам древнеегипетской коллекции. В результате этих работ статуя предполагаемого архитектора Великой Пирамиды Хемиуна получила недостающую голову.
Коллекция китайского фарфора передана музею в 1927 году после смерти Эрнста Ольмера.

### Отделы
- Древний Египет: особенно Древнее царство, гробница Ухемка (ок. 2440 до н. э.), стела Немти-уи (ок. 2100 до н. э.);
- Древний Перу;
- Естественная история;
- Азия;
- Этнологические коллекции Океании и Африки;
- Живопись художников XIX века и современная (например Вальтрауте Маке-Брюггеманн[нем.]);
- История города, выставленная в историческом фахверковом Купеческом доме Хильдесхайма[нем.] (нем. Knochenhaueramtshaus);
- Виды Хильдесхайма (нем. Hildesheim-Ansichten) — старейшая крупноформатная фотография, снятая гамбургским фотографом Георгом Коппманном[нем.] на Рождество в 1871 году;[4]
- Рисунки и принты;
- Тактильный музей для людей с ограниченными возможностями. Предусматриваются аудио- и особое сопровождение, увеличенный шрифт и шрифт Брайля, мониторы с сурдопереводом.

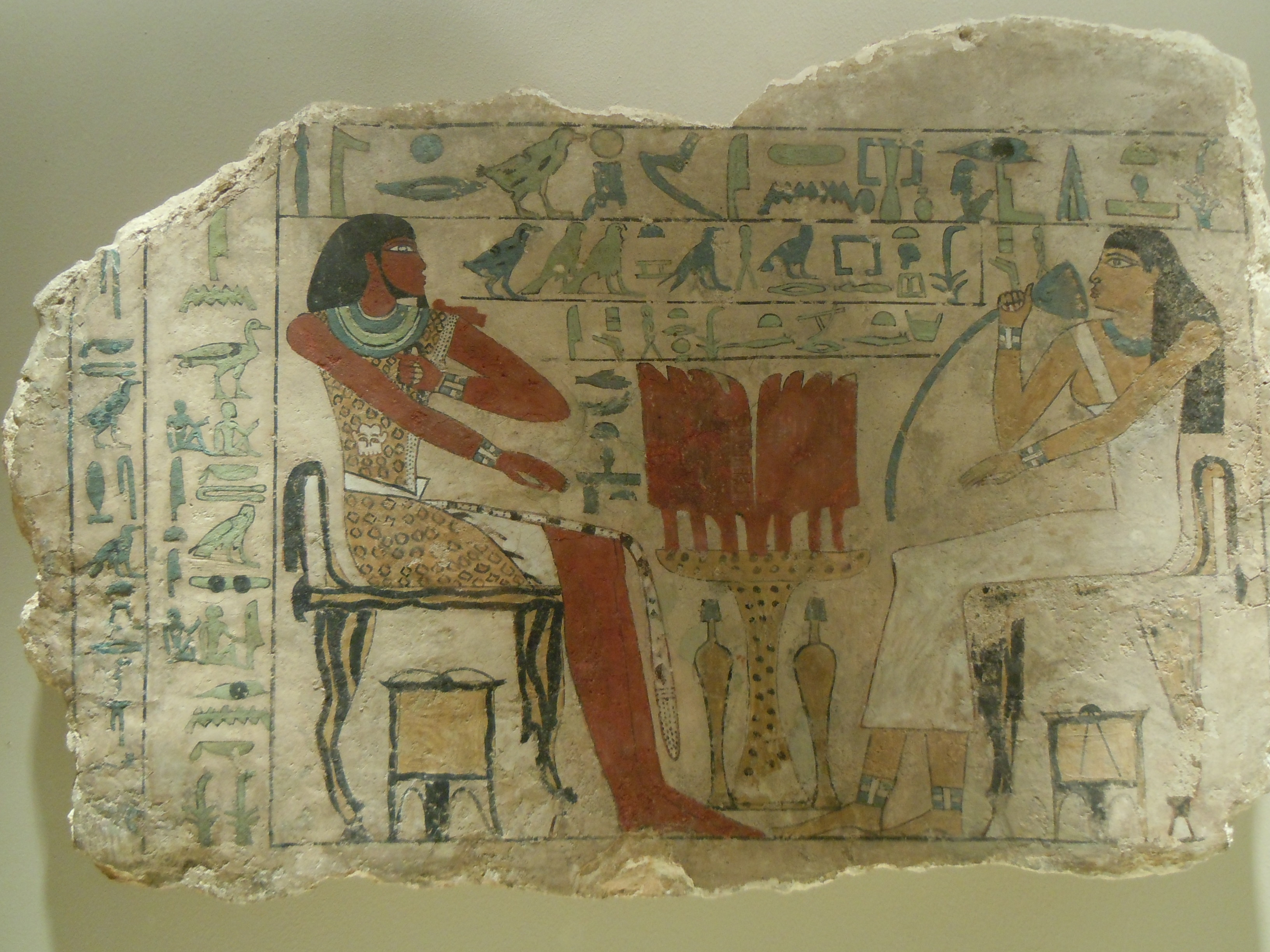
стела Немти-уи (ок. 2100 до н.э.)
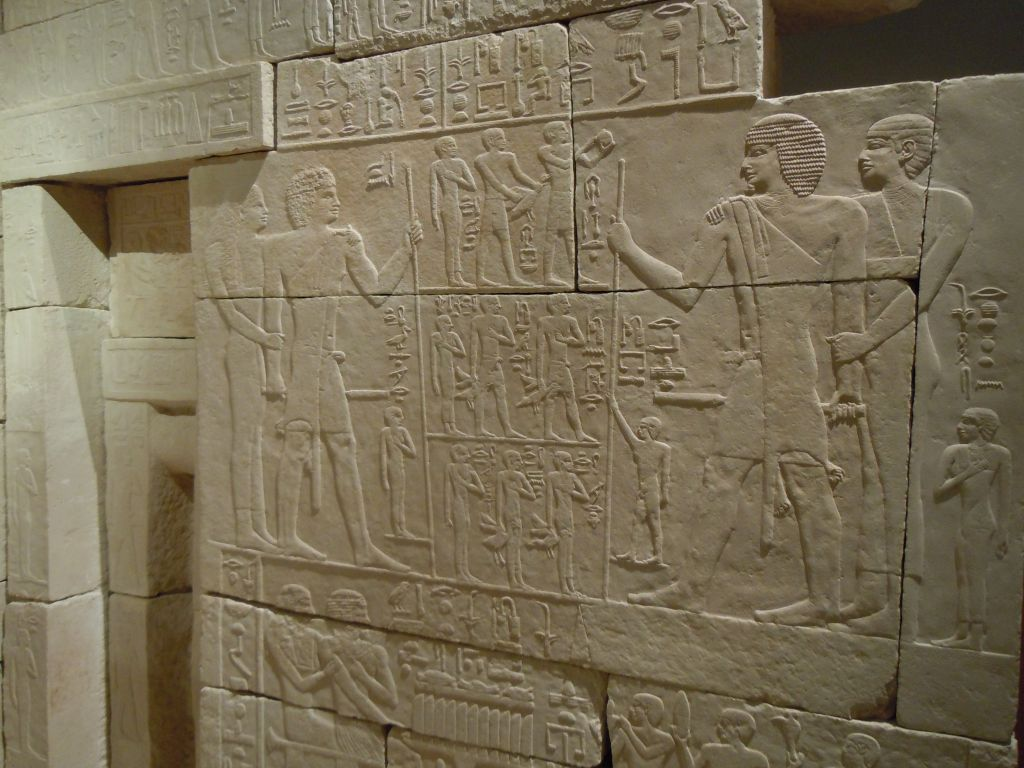
гробница Ухемка (ок. 2440 до н.э.)
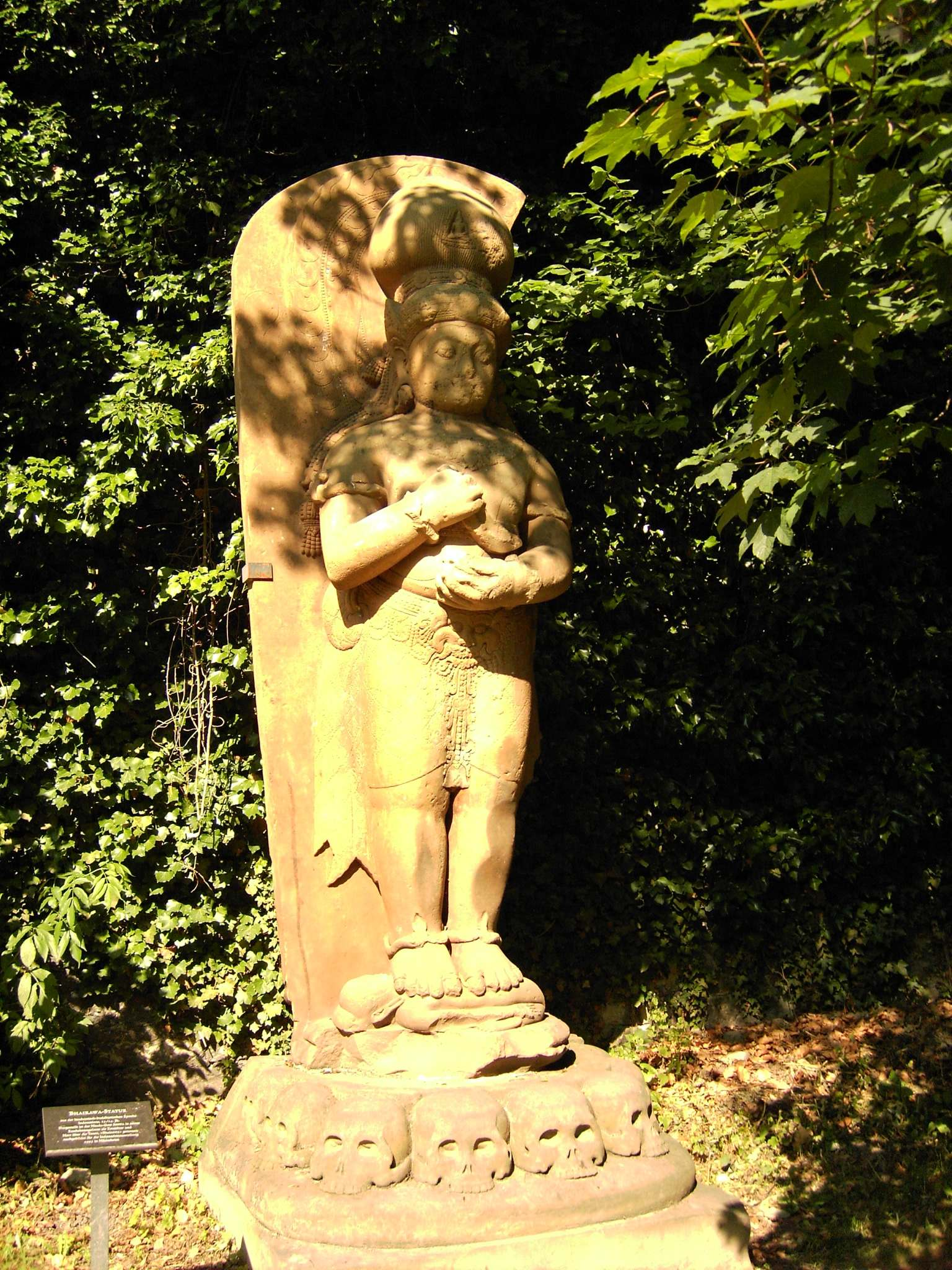
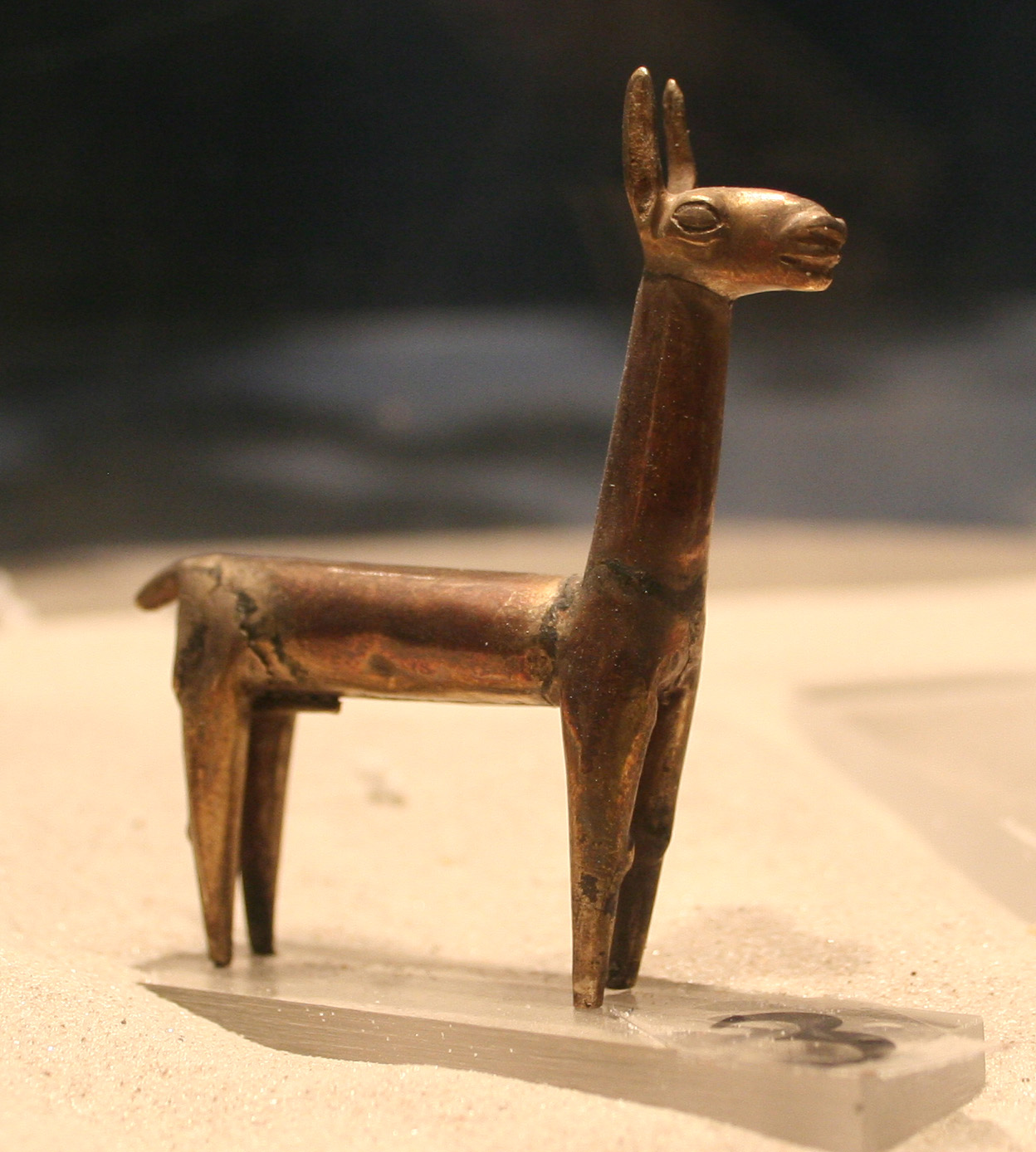
Статуэтка ламы
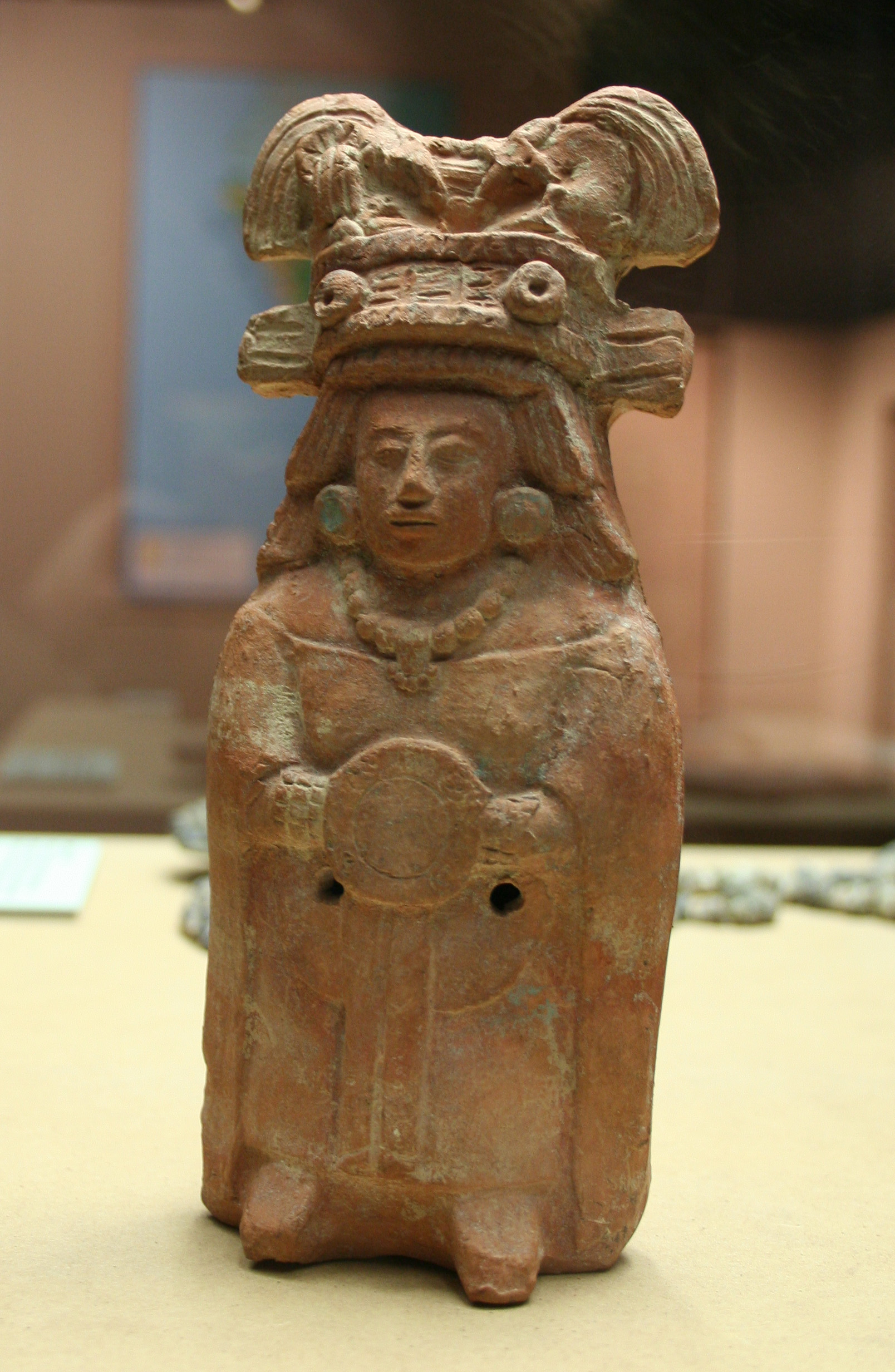
Фигурка, относящаяся к доколумбовой культуре
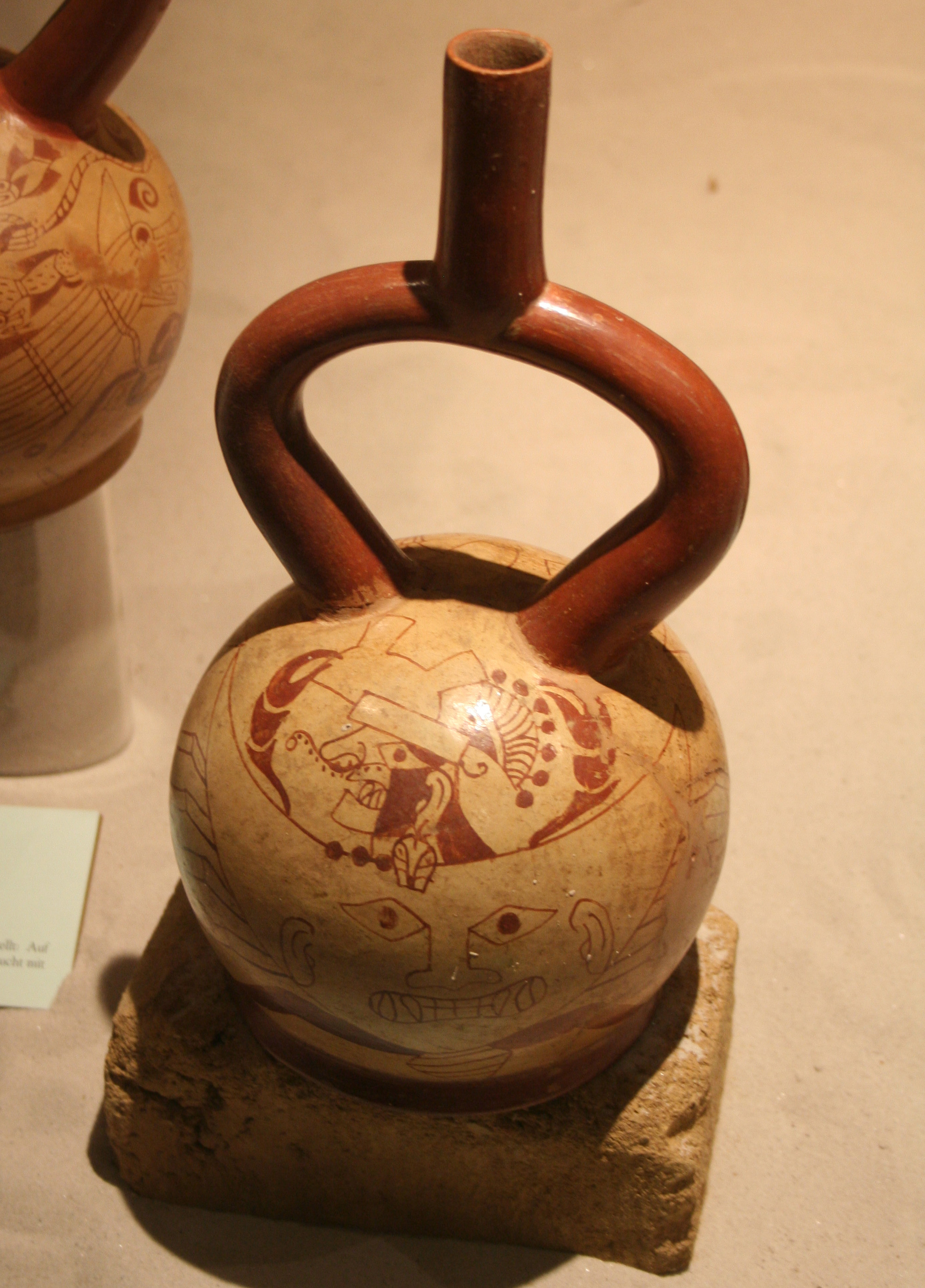
экспонат из отдела Древнего Перу
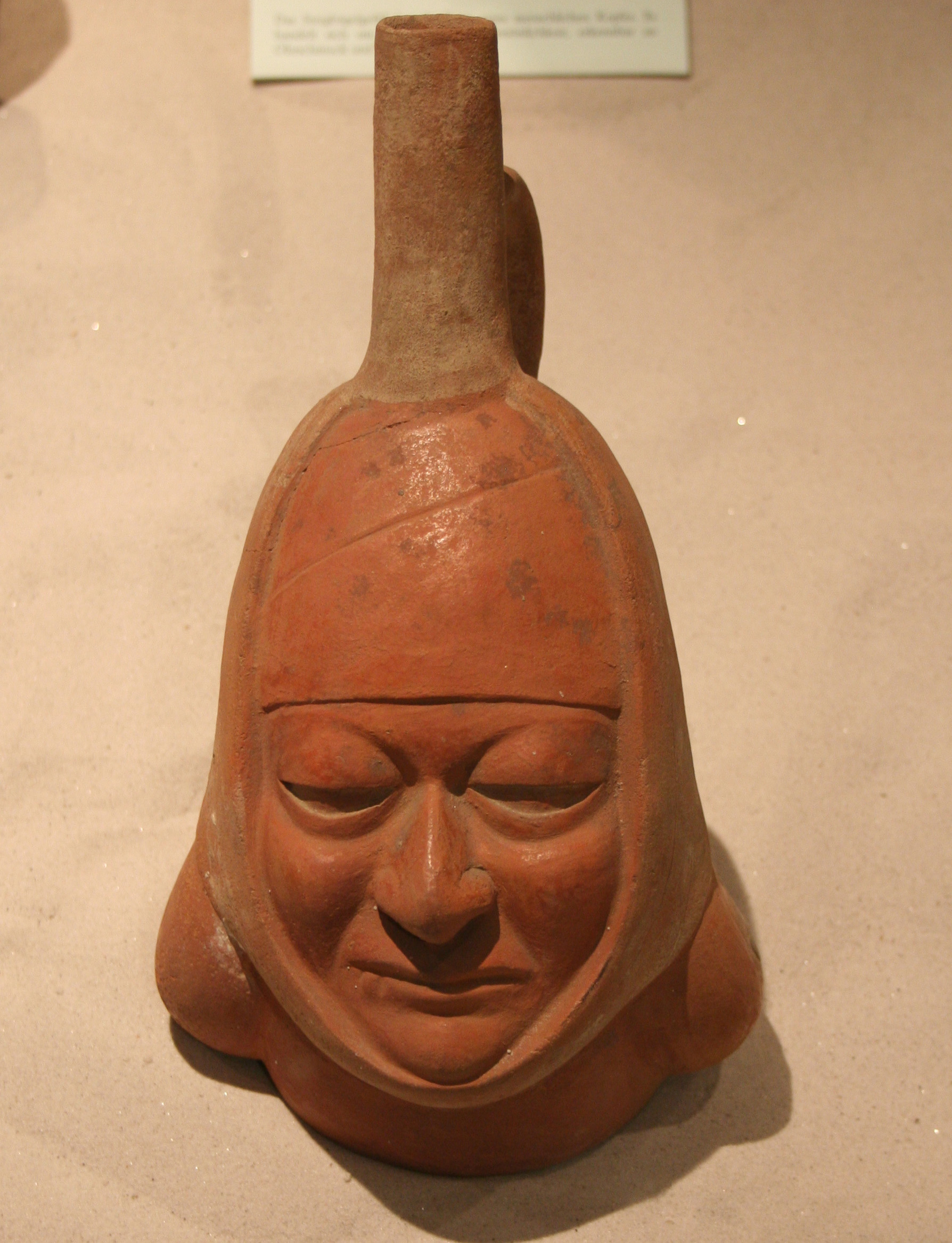